# Cantón de Longeau-Percey
El cantón de Longeau-Percey era una división administrativa francesa, que estaba situada en el departamento de Alto Marne y la región de Champaña-Ardenas.

## Composición
El cantón estaba formado por veinticuatro comunas:
- Aprey
- Aujeurres
- Baissey
- Bourg
- Brennes
- Chalindrey
- Cohons
- Flagey
- Heuilley-Cotton
- Heuilley-le-Grand
- Le Pailly
- Leuchey
- Longeau-Percey
- Noidant-Chatenoy
- Orcevaux
- Palaiseul
- Perrogney-les-Fontaines
- Rivières-le-Bois
- Saint-Broingt-le-Bois
- Verseilles-le-Bas
- Verseilles-le-Haut
- Villegusien-le-Lac
- Villiers-lès-Aprey
- Violot

## Supresión del cantón de Longeau-Percey
En aplicación del Decreto nº 2014-163 de 17 de febrero de 2014, el cantón de Longeau-Percey fue suprimido el 22 de marzo de 2015 y sus 24 comunas pasaron a formar parte; dieciséis del nuevo cantón de Villegusien-le-Lac y ocho del cantón de Chalindrey.